# 테라소마 마사키
테라소마 마사키(일본어: てらそままさき, 1962년 5월 8일 ~ )는 일본의 배우, 성우이다. 효고현 니시노미야시에서 태어났다.

## 소속사
- 극단 배우좌 (1984~1999)
- 마우스 프로모션 (1999~현재)

## 애니메이션

### 2000년대
- 나루토 질풍전 - 히단 역
- 포켓몬스터 DP - 핸섬 역

### 2010년대
- 포켓몬스터 베스트위시 - 사간 역
- 포켓몬스터 베스트위시 시즌2 에피소드 N (2013년) - 핸섬
- 다마고치! 꿈 키라 드림 (2013년) - 유메파파치 역
- GO-GO 다마고치! (2014년) - 유메파파치 역

## 드라마
- 가면 라이더 디케이드 - 시리즈 (2009년)

## 영화
- 배트맨 닌자 대 야쿠자 리그 (2025) - 제임스 고든 역
- 옷코는 초등학생 사장님! (2018년)
- 너의 이름은. (2016년) - 미야미즈 토시키 목소리 역
- 극장판 파워레인저 트레인포스VS 다이노포스 THE MOVIE (2015년)
- 비비드 레드 오퍼레이션 (2013년) - 잇시키 켄지로 목소리 역
- 나루토 질풍전 극장판 : 블러드 프리즌 (2011년) - 무이 역
- 초 가면 라이더 덴오와 디케이드 (2009년)
- 가면 라이더 - 키바 마계성의 왕 (2008년) - 고등학교 선생님 역
- 가면 라이더 - 덴오와 키바 (2008년) - 킨타로스 목소리 역
- 가면 라이더 덴오 - 이몸 탄생! (2007년) - 킨타로스 목소리 역
- 극장판 동물의 숲 (2006) - 아폴로 역
- 발트의 낙원 (2006년)
- 사무라이 7 (2004년)